# Studentenwohnheime Zellescher Weg

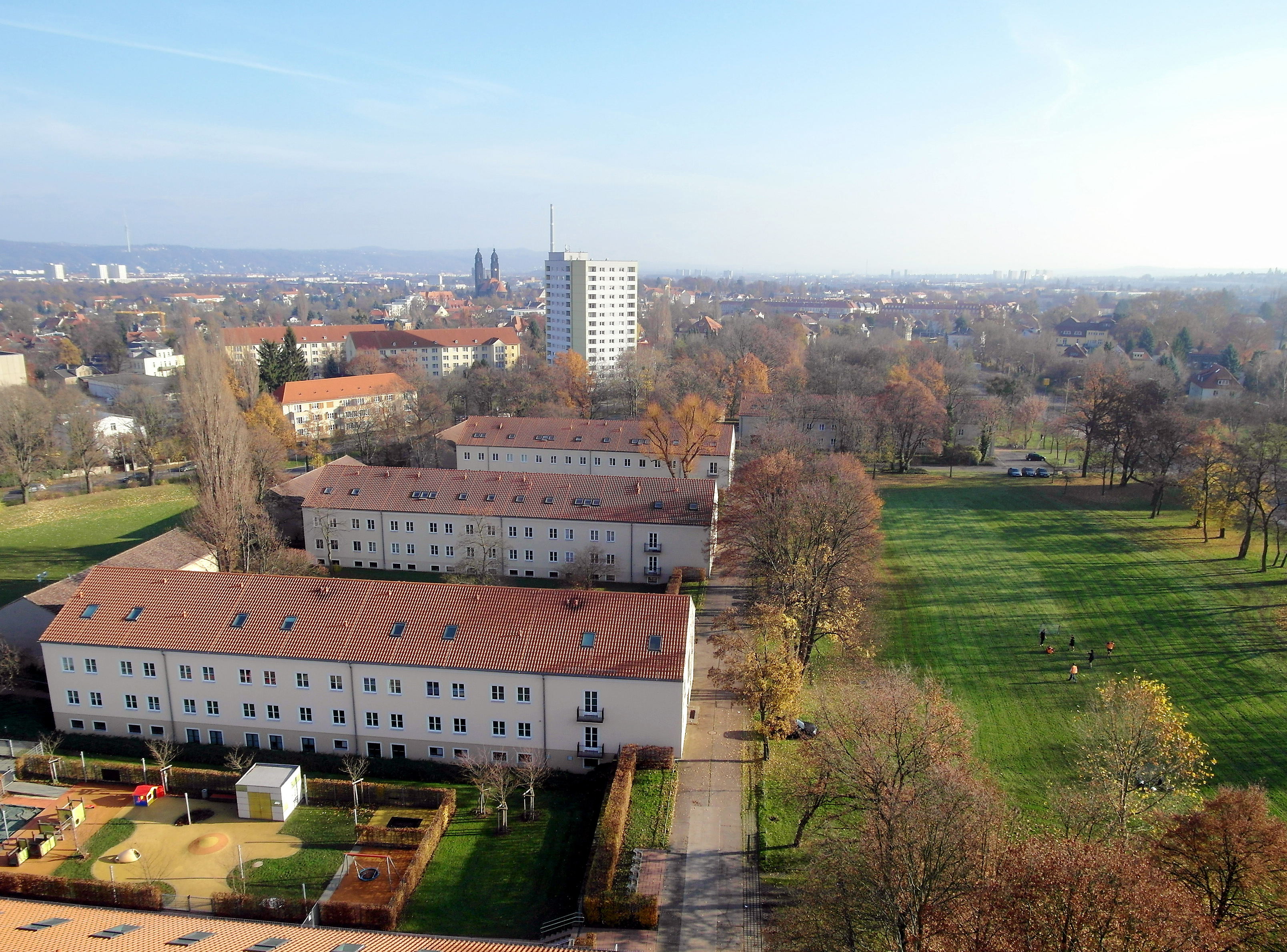
Blick auf die Studentenwohnheime Zellescher Weg

Die Studentenwohnheime Zellescher Weg sind ein denkmalgeschützter Wohnheimkomplex in Dresden. Sie schließen sich östlich der Studentenwohnheime Wundtstraße an.

## Beschreibung
Die Studentenwohnheime Zellescher Weg waren die ersten Wohnheimbauten der damaligen TH Dresden und wurden nach Plänen von Heinrich Rettig 1952 bis 1955 als einfache zweigeschossige Putzbauten errichtet. Als „exemplarisches Zeitzeugnis für das Bauen in den 50er und 60er Jahren und seines Architekten“ stehen die Gebäude unter Denkmalschutz.

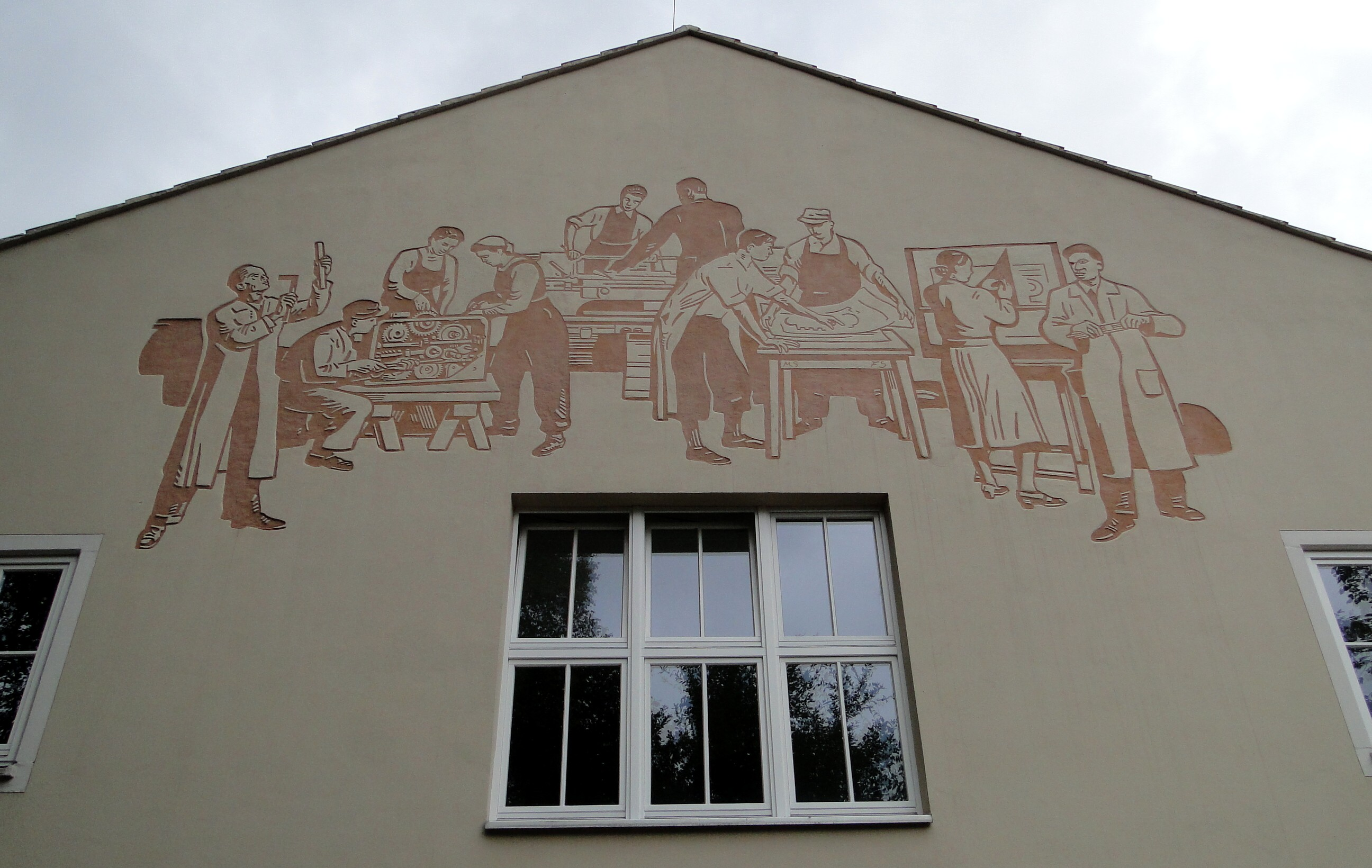
Sgraffito am Studentenwohnheim Zellescher Weg 41c

In den 1990er Jahren zeigte sich die jahrelange unterlassene Pflege der Gebäude so stark, dass im Jahr 1997 erste Sanierungs- und Modernisierungsmaßnahme eingeleitet wurden. Ausgeführt wurden sie von der Architektengemeinschaft Ulf Zimmermann. Die Häuser 41, 41a und 41b wurden von 1997 bis 1999 saniert und besitzen heute insgesamt 164 Einbettzimmer und 34 Einzelappartements. Während der Sanierung wurden unter anderem zusätzliche Räume durch den Ausbau des Dachgeschosses gewonnen. Die Häuser 41c und 41d besitzen zusammen 105 Einbettzimmer für Studenten. Alle Gebäude besitzen an den Giebeln teilweise aufwändige Sgraffiti mit Szenen aus dem Studenten- und Forscherleben. Im Jahr 2010 wurde das Haus 41d grundlegend saniert und im Zuge dessen Einzelappartements und 2er-WGs eingerichtet. Auch an der 41c wurden im Sommer 2011 die Sanierungsmaßnahmen abgeschlossen.